# مركز أسبار للدراسات والبحوث والإعلام (السعودية)
أسبار هو مركز بحثي تأسس عام 1994م، يهدف إلى توفير قاعدة مرجعية من الدراسات والأبحاث، للباحثين والدارسين وصانعي القرار في المملكة العربية السعودية والعالم العربي، من خلال تقديم الدراسات والبحوث والاستشارات والحملات الإعلامية، وتنظيم المؤتمرات والمناسبات.

## أهداف المركز
- التأكيد على أهمية البحث العلمي.
- تشجيع حركة البحث العلمي في المملكة وتنشيطها.
- توطيد العلاقة مع المجتمع بكافة فئاته وهيئاته.
- ربط مشاريع البحوث بحاجات المجتمع ومشكلاته.[3]

## أعمال المركز
- إعداد الدراسات للمؤسسات الإعلامية كالصحف والمجلات.
- تقديم الاستشارات للشركات والمؤسسات.
- تقديم الاستشارات لتطوير إدارات العلاقات العامة وتحسين مستوى الخدمات.[4]

## مجلة أسبار
هي مجلة ثقافية تصدر مرة كل شهرين، تركز على تقديم محتوى بحثي فيما يخص الإشكالات الثقافية والإنسانية المعاصرة كالعولمة وحوار الحضارات وغيرها. تصدر تحت إدارة المجلة كتاب سنوي يضم أهم الأبحاث والدراسات التي نشرتها المجلة خلال سنة.